# Rząd Hugona Hankego
Rząd Hugona Hanke – gabinet pod kierownictwem premiera Hugona Hanke, sformowany 8 sierpnia 1955 i zdymisjonowany 11 września 1955 roku.

## Skład rządu
- Hugon Hanke (nSP) - premier
- Aleksander Zawisza – minister spraw zagranicznych (kierownik)
- Jerzy Ścibor – minister spraw wewnętrznych
- ppłk dypl. Antoni Brochwicz-Lewiński – minister obrony narodowej
- Antoni Pająk – minister skarbu
- Tadeusz Bugayski – minister sprawiedliwości (kierownik)
- Tadeusz Bugayski – minister dla spraw obywateli polskich na obczyźnie
- Stanisław Mackiewicz – minister
- gen. bryg. Kazimierz Sawicki – minister[1]